# Lincoln Steffens
Joseph Lincoln Steffens (San Francisco, 6 aprile 1866 – Carmel-by-the-Sea, 9 agosto 1936) è stato un giornalista e attivista statunitense, noto per essere stato uno dei più noti rappresentanti del giornalismo investigativo.

## Biografia
Nato a San Francisco, suo padre Joseph Steffens, era un ricco uomo d'affari, mentre sua madre, Elisabeth Louisa Symes, era di origini londinesi. Subito dopo la sua nascita, la famiglia si spostò nel 1870 a Sacramento dove crebbe e dove, dopo aver trascorso un certo periodo di tempo in un'accademia militare dalla quale fu cacciato per il suo carattere ribelle ma formalmente per essere stato colto ubriaco, venne affidato dal padre a un istitutore privato dopo aver fallito l'accesso all'Università della California nel 1884. Dopo essere riuscito ad accedervi l'anno successivo, conseguì la sua laurea in storia, e venne nel frattempo affascinato dalla corrente del radicalismo politico, iniziando a nutrire il suo amore per lo studio della filosofia.
Nel 1899, dopo aver convinto suo padre della necessità di trascorrere un periodo di studio in Europa, si trasferì a Berlino, poi a Heidelberg e Lipsia, dove ebbe modo di seguire le lezioni di psicologia di Wilhelm Wundt, per poi arrivare a Parigi, dove venne fortemente influenzato dal metodo positivista dell'anatomopatologo francese Jean-Martin Charcot, e Londra. Durante il suo soggiorno a Lipsia, Steffens incontrò e conobbe una studentessa di medicina di nome Josephine Bontecou, figlia di un medico newyorchese, che sposò segretamente il 4 novembre 1891 in Inghilterra, prima del suo rientro in patria, su precisa richiesta del padre. Al suo ritorno i due si trasferirono a New York nell'ottobre 1892 per intraprendere la carriera di reporter per il New York Evening Post, su raccomandazione di Robert Underwood Johnson. Grazie a questa collaborazione Steffens poté seguire in veste di cronista la fase di acuta depressione economica che colpì Wall Street nel 1893 nota come panico del 1893, entrando così in contatto con il mondo della speculazione e del crimine finanziario. Nel 1897 abbandonò la redazione dell'Evening Post per passare come redattore del Commercial Advertiser che ben presto abbandonò per iniziare la sua collaborazione per il McClure's Magazine, una rivista periodica illustrata molto popolare a quell'epoca, dove entrò a far parte del celebre muckraking trio insieme a Ida Tarbell e Ray Stannard Baker. Il passaggio a questo quotidiano permise a Steffens di approfondire i suoi interessi per l'indagine nel mondo della corruzione politica e finanziaria.
Con questo nuovo incarico nel 1902 Steffens raggiunse la città di St. Louis dove aveva avuto notizia della presenza di gravi casi di corruzione all'interno dei membri del consiglio cittadino. In quel periodo la città di Saint Louis aveva vissuto un forte periodo di crescita demografica ed economica che l'aveva resa il quarto centro urbano più importante degli Stati Uniti. Questa crescita repentina era diventata una ghiotta occasione per il sorgere della corruzione politica e amministrativa e diede lo spunto a Steffens di scrivere il suo primo pezzo giornalistico in veste di muckracker, con il titolo Tweed Days in St. Louis.
Tra le prime inchieste giornalistiche la più importante coinvolse alcuni dei più importanti notabili e rappresentanti politici locali. Gran parte dei suoi articoli vennero poi raccolti in due opere: The Shame of the Cities del 1904 e The Struggle for Self-Government del 1906. Un'ulteriore opera fu The Traitor State, un'inchiesta dove Steffens denunciava il fenomeno dell'incorporazione incoraggiato in maniera selvaggia dal New Jersey. Nel 1906 insieme alla Tarbell e a Stannard Baker fondarono il giornale di stampo radicale The American Magazine.
Nel 1910, insieme a John Reed, si occupò di raccontare giornalisticamente la rivoluzione messicana dalla quale rimase fortemente impressionato, ed iniziò a considerare la rivoluzione come metodo politico migliore per attuare le riforme sociali di cui avevano bisogno soprattutto le aree urbane del suo paese. Durante il suo soggiorno messicano, Steffens ebbe occasione di viaggiare su un treno speciale approntato appositamente per gli spostamenti nel paese del costituzionalista Venustiano Carranza, con il quale strinse una grande amicizia.
Nel 1919 compì un viaggio in Unione Sovietica insieme al comunista svedese Karl Kilbom e allo scrittore e diplomatico statunitense William Christian Bullitt, a seguito del quale divenne un entusiasta sostenitore del comunismo, soprattutto dopo aver intervistato Lenin il quale aveva da poco subito un tentativo di assassinio da parte di Fanni Kaplan. Al suo ritorno da questo viaggio ebbe modo di manifestare il suo entusiasmo con la celebre frase I have seen the future, and it works (Ho visto il futuro e funziona). Gli anni venti si rivelarono un periodo difficile per il giornalista, per il suo aperto supporto al bolscevismo, osteggiato dalla maggior parte delle testate giornalistiche, che accettarono di pubblicare unicamente articoli scritti nel più assoluto anonimato. Per questo motivo, amareggiato dal clima oppressivo e reazionario seguito alla prima guerra mondiale, Steffens si trasferì in una villa in Italia insieme alla sua seconda moglie, l'attivista politica Ella Winter che aveva conosciuto nel 1919 mentre seguiva gli sviluppi della Conferenza di pace di Parigi, ed i due trascorsero un lungo periodo di soggiorno durante il quale Steffens ebbe modo di confrontarsi con la politica di Benito Mussolini del quale fu un entusiasta sostenitore. Durante la sua permanenza in Italia Steffens lavorò alla stesura della sua Autobiografia che, pubblicata negli Stati Uniti nel 1931 fu un successo già alla prima edizione.
Nel 1933 Steffens soffrì di un attacco cardiaco che lo costrinse ad abbandonare l'attività giornalistica e restò confinato nella sua abitazione di Carmel-by-the-Sea che divenne il luogo di pellegrinaggio per tutti gli ammiratori del re dei muckrakers. Dopo la sua morte avvenuta il 9 agosto 1936, la stampa nazionale che fino ad allora lo aveva criticato e osteggiato per le sue idee troppo radicali, lo salutò come uno degli ultimi veri giornalisti indipendenti.